# جينا ستيرن
جينا ستيرن (بالإنجليزية: Jenna Stern)‏ هي ممثلة أمريكية، ولدت في 23 سبتمبر 1967 بلوس أنجلوس في الولايات المتحدة.

## أعمال

### أفلام
- (1999) قلوب عشوائية[1]
- (2005) هيتش[2]
- (2006) 16 بناية[3]

## وصلات خارجية
- جينا ستيرن على موقع IMDb (الإنجليزية)
- جينا ستيرن على موقع ألو سيني (الفرنسية)
- جينا ستيرن على موقع أول موفي (الإنجليزية)
- جينا ستيرن على موقع قاعدة بيانات برودواي على الإنترنت (الإنجليزية)
- جينا ستيرن على موقع قاعدة بيانات الأفلام السويدية (السويدية)
- جينا ستيرن على موقع قاعدة بيانات الفيلم (الإنجليزية)
- جينا ستيرن على موقع كينوبويسك (الروسية)